# Diesen
Diesen és un municipi francès situat al departament del Mosel·la i a la regió del Gran Est. L'any 2007 tenia 1.108 habitants.

## Demografia

### Població
El 2007 la població de fet de Diesen era de 1.108 persones. Hi havia 444 famílies, de les quals 92 eren unipersonals (32 homes vivint sols i 60 dones vivint soles), 168 parelles sense fills, 144 parelles amb fills i 40 famílies monoparentals amb fills.
La població ha evolucionat segons el següent gràfic:
Habitants censats

### Habitatges
El 2007 hi havia 461 habitatges, 451 eren l'habitatge principal de la família, 1 era una segona residència i 9 estaven desocupats. 422 eren cases i 39 eren apartaments. Dels 451 habitatges principals, 383 estaven ocupats pels seus propietaris, 39 estaven llogats i ocupats pels llogaters i 29 estaven cedits a títol gratuït; 2 tenien dues cambres, 56 en tenien tres, 89 en tenien quatre i 304 en tenien cinc o més. 402 habitatges disposaven pel capbaix d'una plaça de pàrquing. A 184 habitatges hi havia un automòbil i a 216 n'hi havia dos o més.

### Piràmide de població
La piràmide de població per edats i sexe el 2009 era:
| Homes | Edats   | Dones |
| ----- | ------- | ----- |
| 0     | 95 o +  | 0     |
| 0     | 90 a 94 | 4     |
| 4     | 85 a 89 | 20    |
| 8     | 80 a 84 | 12    |
| 8     | 75 a 79 | 20    |
| 32    | 70 a 74 | 48    |
| 32    | 65 a 69 | 36    |
| 32    | 60 a 64 | 16    |
| 24    | 55 a 59 | 36    |
| 68    | 50 a 54 | 44    |
| 52    | 45 a 49 | 44    |
| 36    | 40 a 44 | 60    |
| 44    | 35 a 39 | 40    |
| 24    | 30 a 34 | 32    |
| 28    | 25 a 29 | 32    |
| 24    | 20 a 24 | 32    |
| 44    | 15 a 19 | 40    |
| 40    | 10 a 14 | 28    |
| 36    | 5 a 9   | 24    |
| 28    | 0 a 4   | 32    |

## Economia
El 2007 la població en edat de treballar era de 709 persones, 467 eren actives i 242 eren inactives. De les 467 persones actives 429 estaven ocupades (243 homes i 186 dones) i 38 estaven aturades (14 homes i 24 dones). De les 242 persones inactives 96 estaven jubilades, 48 estaven estudiant i 98 estaven classificades com a «altres inactius».

### Ingressos
El 2009 a Diesen hi havia 447 unitats fiscals que integraven 1.078,5 persones, la mediana anual d'ingressos fiscals per persona era de 18.889 €.

### Activitats econòmiques
Dels 17 establiments que hi havia el 2007, 1 era d'una empresa alimentària, 4 d'empreses de construcció, 2 d'empreses de comerç i reparació d'automòbils, 1 d'una empresa d'hostatgeria i restauració, 1 d'una empresa financera, 2 d'empreses immobiliàries, 4 d'empreses de serveis i 2 d'entitats de l'administració pública.
Dels 4 establiments de servei als particulars que hi havia el 2009, 1 era un paleta, 2 fusteries i 1 agència de treball temporal.
L'únic establiment comercial que hi havia el 2009 era una fleca.

## Equipaments sanitaris i escolars
L'únic equipament sanitari que hi havia el 2009 era un centre de salut.
El 2009 hi havia una escola elemental.

## Poblacions més properes
El següent diagrama mostra les poblacions més properes.